# Long Island
För andra betydelser, se Long Island (olika betydelser).

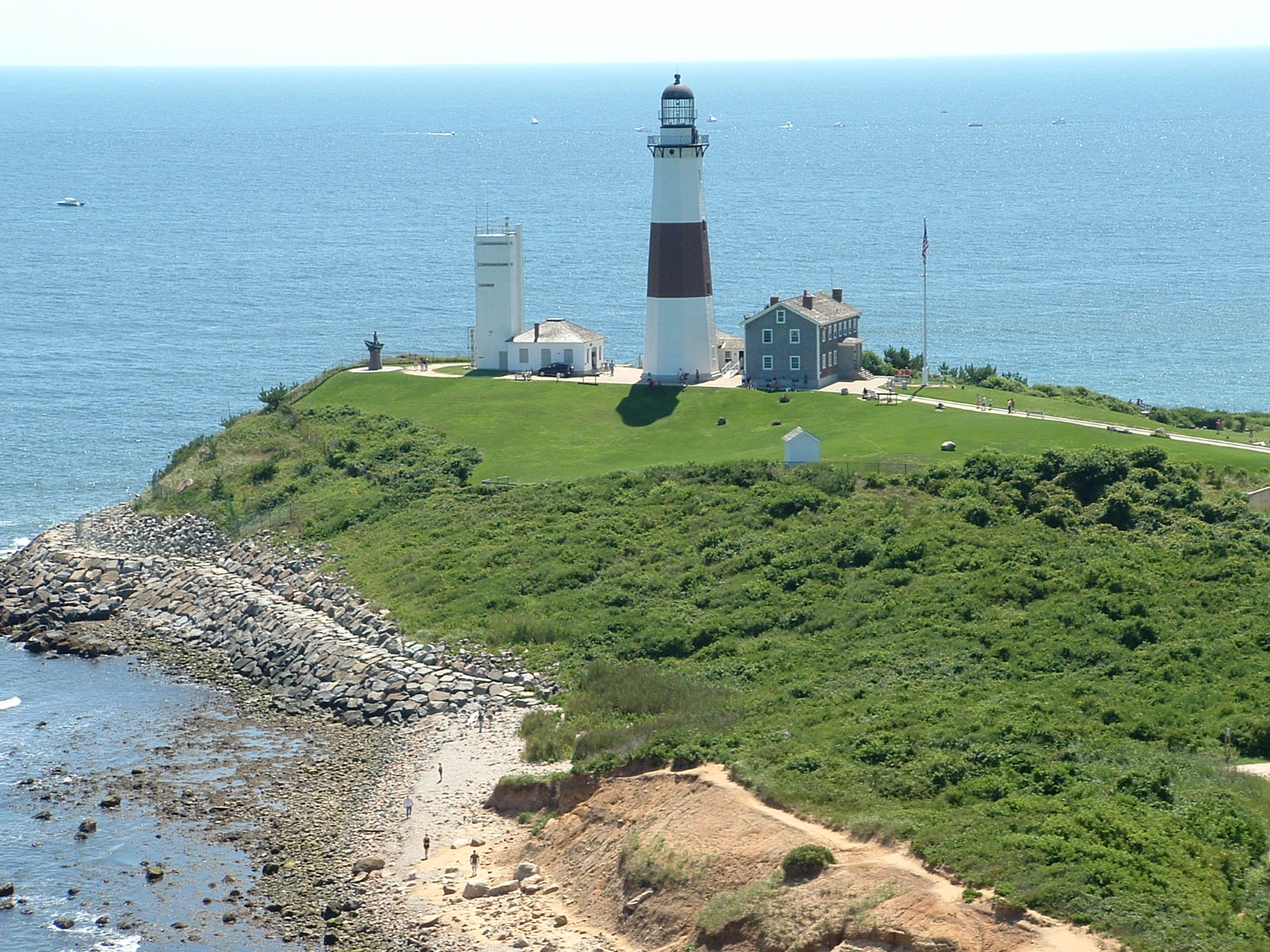
Montauk Point fyr på Long Island.

Long Island är en större ö, belägen vid atlantkusten, som utgör den sydostligaste delen av den amerikanska delstaten New York. Ön breder ut sig i en ostnordostlig riktning i 190 kilometer och löper parallellt längs med Connecticuts kust, med Long Island Sound som delar ön från fastlandet. Bredden varierar mellan 19 och 32 kilometer. Öns totala yta ligger på 3 629 km². Long Island är till stora delar mycket tätbefolkad, även om folkmängden är ojämnt fördelad.

## Administrativ indelning

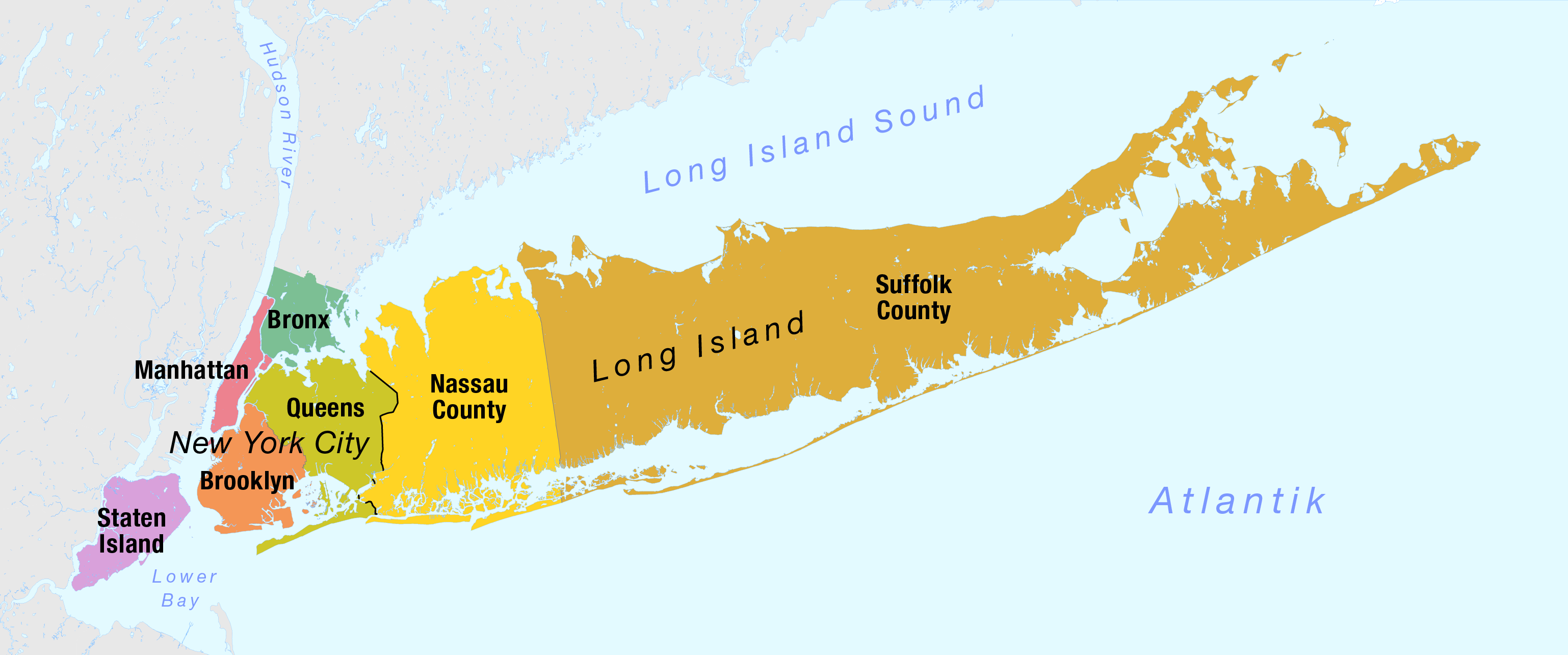
New York och Long Island. Administrativ indelning.

Ön indelas i fyra counties. Från väster till öster är dessa: Kings County (med Brooklyn), Queens County (med Queens), Nassau County och Suffolk County. Administrativt tillhör dock Queens och Brooklyn staden New York, varför man i dagligt tal med "Long Island" ofta menar den östra delen av ön innefattande Nassau County och Suffolk County. Huvudort i Nassau County är Mineola, och i Suffolk County Riverhead.

## Historia
Före tiden för den europeiska kolonisationen av den amerikanska kontinenten beboddes ön av ursprungsamerikaner. Generellt sett var öns västra ände bebodd av Lenapefolket (även benämnda som "Delaware"), medan den östra delen var bebodd av montaukfolk. Giovanni da Verrazzano var den förste europé som rapporterats ha besökt folket då han kom till New York Bay 1524.
Under det amerikanska frihetskriget kom ön att bli skådeplatsen för slaget vid Long Island.
Under 1800-talets andra hälft kom Long Island att omvandlas till ett attraktivt rekreationsområde för New Yorks välbärgade elit. Öns norra kust bebyggdes med större herrgårdar och villor, medan hotell uppfördes längs med den södra kusten ämnade för den växande sommarturismen. I takt med att befolkningstillväxten fortsatt var stark i New York under 1900-talets början fortsatte Long Islands befolkning att växa, i synnerhet under årtiondena som följde efter andra världskriget. Tillväxten har efter 1970-talet kommit att stabilisera sig något.

## Befolkning
Long Island är till stora delar urbaniserad. Öns västra del, tillhörande New York, består av tät stadsbebyggelse, men ganska snabbt österut övergår staden till förort och senare till mer lantliga områden med åkrar och långa sandstränder. Det mesta är villaförorter, till största delen byggda efter andra världskriget. Områden växte då upp snabbt, dels på grund av babyboomen efter kriget, dels eftersom det blev inne att bo "suburban" (i förort) i och med att bilismen underlättade det. De flesta som flyttade ut var människor från den vita medelklassen, något som är tydligt än idag. På Long Islands östra del ligger mer fashionabla kustorter som The Hamptons (bestående av East Hampton och Southampton) och Montauk. Här har många inom New Yorks societet sina semestervillor.

### Folkmängd år 2020
Ön hade totalt 8 063 232 invånare vid folkräkningen år 2020. Antalet fördelade sig på följande sätt mellan öns olika delar:
- Brooklyn: 2,74 miljoner.
- Queens: 2,41 miljoner.
- Suffolk County, New York: 1,53 miljoner.
- Nassau County, New York: 1,40 miljoner.

## Kommunikationer
Under varumärket Long Island Rail Road (LIRR) har det sedan 1834 bedrivits järnvägstrafik på Long Island. Järnvägen drivs av Metropolitan Transportation Authority, och transporterar fler passagerare än någon annan järnväg i hela USA. Long Island har bra förbindelser med Manhattan och övriga delar av staden New York genom flera större broar och tunnlar för såväl motorfordon som järnvägs- och tunnelbanelinjer. Från Port Jefferson går färjetrafik över Long Island-sundet till Bridgeport i Connecticut och från Orient Point går färja till New London i Connecticut.